# Братусь Сергій Микитович
Брату́сь Сергі́й Мики́тович (19 жовтня 1904, Конотоп — 26 січня 1997, Москва) — вчений-юрист, доктор юридичних наук (з 1943), професор, спеціаліст у галузі цивільного права. Член КПРС з 1954. Заслужений діяч науки РРФСР (1960).
Народився у Конотопі. В 1926 році закінчив Київський інститут народного господарства. Викладав на робітфаках Київського сільськогосподарського і політехнічного інститутів. З 1936 працював у Всесоюзному інституті юридичних наук заступником голови Зовнішньоторговельної арбітражної комісії.
Автор 120 наукових праць з загальної теорії права та радянського громадянського права, зокрема «Юридичні особи в радянському цивільному праві» (М., 1947), «Суб'єкти цивільного права» (М., 1950). Понад 20 підручників та навчальних посібників. Окремі праці перекладено іноземними мовами. Директор Всесоюзного НДІ радянського законодавства 1963 — 1969 рр. Голова зовнішньоторговельної арбітражної комісії 1974 р.